# 朗布隆島
朗布隆島是菲律賓的島嶼，位於錫布延海中央，距離首都馬尼拉270公里，屬於維薩亞斯群島的一部分，由朗布隆省負責管轄，長15公里，人口36,612。
12°32′N 122°18′E / 12.533°N 122.300°E